# )toon)
)toon) was een festival voor kunst en muziek dat van 2000 tot 2008 jaarlijks plaatsvond in Haarlem. De programmering van )toon) richtte zich op avant garde, experimentele muziek, noise en artiesten die muziek of kunst maakten  met gebruik van elektronica.
Het werd georganiseerd door popjournalist Peter Bruyn in samenwerking met onder andere Martijn Lucas Smit, Okke Gerritsen en Xander Karskens. Het motto van het festival was festival met geluid, beeld en elektronica als grondstof.
Locaties van exposities en concerten waren onder andere Het Patronaat, Toneelschuur, Nieuwe Vide, Grasland, Philharmonie Haarlem en De Hallen. Vanwege veranderende subsidiestromen werd het festival sinds 2008 niet meer georganiseerd. Het festival laat zich in ambitie en programmering enigszins vergelijken met tegentonen en State-X New Forms. De laatstgenoemde is nog wel actief.

## Programmering

### )toon)1, 2000
Staubgold labelpresentatie, Markus Detmer, Wolfgang Brauneis, Gert-Jan Prins, Manel Esparbé i Gasca, Edwin van der Heide, Sasker Scheerder, Peter Luining, Rob Groot Zevert, Rob Pas, Scanner, Locust, Groenland Orchester, DJ Zero One, Jan Boerman

### )toon)4, 2003
Paul Baartmans, Mark Bain, Black Dice, Rachel de Boer, Bola a/v, Anthea Bush, Kim Cascone, Seamus Cater, C-Mon & Kypski feat. VJ jansen 1S, Creme de Menthe, 3-1, Yvonne Fontijne, Gescom, Krach und Gyser, Living Ornaments, Mels, Philip Jeck, Pan sonic, Janek Schaefer, Stanzacrew VJ’s, Suicide, Terry Toner vs Herr Arter, Alan Vega, Jacob ter Veldhuis, Videotroopers, V/Vm

### )toon)6, 2005
Alexej Paryla (expositie), Auricular, Barbara Morgenstern, Boaz Kaizman
(expositie), Damo Suzuki (zanger van Can), Danny Kreutzfeldt, Databloem, Funckarma, Garçon Taupe, Gonzo DJ's, Gudrun Gut, Hood, Hydrus, Jan Jelinek, Kaffe Matthews, Kammerflimmer Kollektief, Keith Rowe, Kompakt, Living Ornaments, Michael J. Schumacher, Ocean Club, Narrominded (expositie), Off the Sky, Phil Durrant, Robert Lippol, Reinhard Voigt, Scanner, Seymour Bits, S.S.S, Thomas Brinkmann (expositie), Thomas Fehlmann, Ticklish, Triosk, TUK + Kurt d'Haeseleer, Twine, Videotroopers, Wighnomy Brothers, Wrikken

### )toon)7, 2006
Aux 88, Bas van Koolwijk, Christina Kubisch, Clone Records met Duplex, Dexter, I-f en DJ Serge, Edwin van der Heide, Faust, FM Einheit, Fonal tour met Es, Islaja en Kiila, Funkstörung, Gravenhurst, In Camera, Jason&theArgonauts, Joel Ryan, Frances-Marie Uitti, Evan Parker, Kees Wieringa, Living Ornaments, Magnétophone, Optical Machines, Petter Nordkvist, Phill Niblock & Thomas Ankersmit, SKIF++, Tony Conrad, )toon)
workstation met Remy, BASIC & Aart-Jan Schakenbos, Nanko, Toktek en Margriet van Eekelen

### no)toon), 2007
Vanwege een veranderend subsidieklimaat werd in 2007 besloten om geen regulier festival te
programmeren maar een uitgeklede versie. Dit werd een driedaags evenement onder de naam )no)toon. Het evenement was bedoeld als pamflet om aan de noodklok te trekken bij de gemeente Haarlem. Artiesten die optraden waren o.a. Rob Young, Martijn Tellinga, Machinefabriek, Max Eastley, Peter Schräder, Marissa Evers, Der Wexel, Coen Oscar Polack, Hydrus, André Avelãs, David Michael DiGregorio, SAND, Fairmont, Schijfrijders, VJ Tekvids

### )toon) 2008
In 2008 was er geen regulier )toon) festival maar een aantal concerten en manifestaties:
- )toon)@Philharmonie, Cor Fuhler en Mats Gustafsson (Narrominded Split LP presentatie), Hilary Jeffery en Martijn van Boven (visuals).
- )toon) loves STEIM, tentoonstelling Pop Pop Kablaam in de Nieuwe Vide met optredens van Coen Oscar Polack en Spoelstra.